# Famille Giroie
La famille Giroie ou Géré (ou Giroye ou encore Giré) est une famille de la noblesse normande. 
Ce nom entre dans la composition du toponyme Saint-Céneri-le-Gérei. Ses membres étaient particulièrement établis en pays d'Ouche où ils restaurèrent l’abbaye de Saint-Évroult avec les Grandmesnil.

## Historique

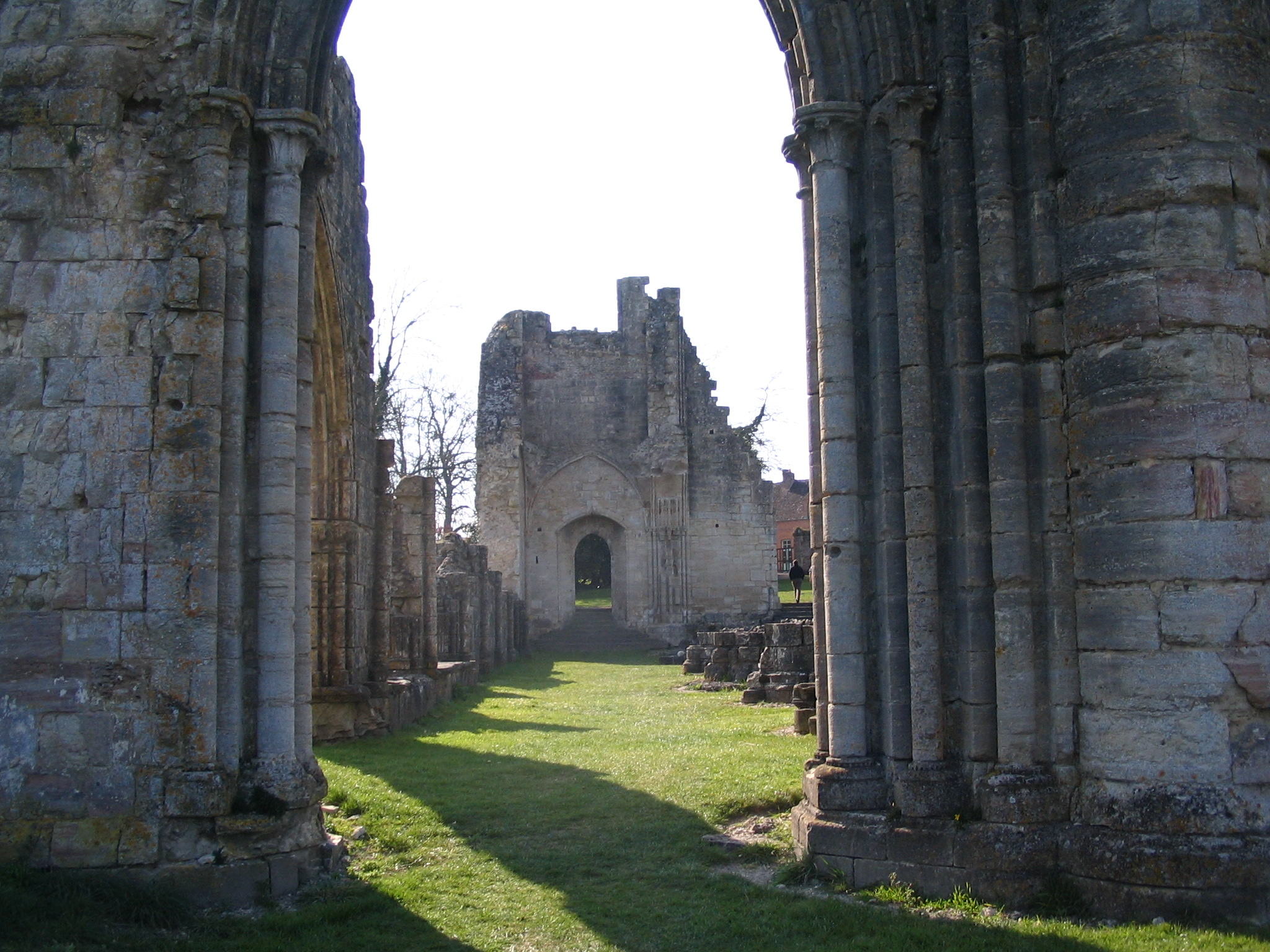
Ruines de l'abbaye Saint-Evroult-Notre-Dame-du-Bois

Le premier membre connu de cette famille fut Giroie († ap. 1050) ; plus précisément, son nom n'apparaît que sous la forme latinisée Giroius chez Orderic Vital. Il était le fils d'un certain Arnaud surnommé le Gros. D'après les chroniqueurs Orderic Vital et Guillaume de Jumièges, Giroie, issu de deux nobles familles franque et bretonne, se rallia au duc Richard II de Normandie qui lui donna les châteaux d'Échauffour et de Montreuil-l'Argillé. Giroie est, avec deux de ses neveux, le fondateur en 1050 de l'abbaye de Saint-Évroult. En 1040, un de ses fils, Robert Ier Giroie, fut impliqué avec Raoul de Gacé, fils de Robert le Danois dans l’assassinat de Gilbert de Brionne, comte d'Eu.
Pendant les années de la minorité de Guillaume le Conquérant, les Giroie sont en conflit avec les seigneurs de Bellême. Lors du mariage de Guillaume II Talvas († ap. 1052), seigneur de Bellême avec Hildeburge, la fille de Raoul V de Beaumont-au-Maine, vicomte du Maine, le marié fait preuve de cruauté envers l’un de ses fidèles, Guillaume Giroie, frère de Robert Ier Giroie. Guillaume est cruellement mutilé : les yeux crevés, le nez et les oreilles coupés, il est émasculé, et rentre à l’abbaye Notre-Dame du Bec puis à celle de Saint-Évroult ; il meurt lors d’un voyage en Italie. On suppose que Guillaume Talvas lui reprochait la construction du château à Saint-Céneri. Quoi qu’il en soit, une terrible vendetta s’ensuit.
Les Giroie, ayant perdu les châteaux d’Échauffour et de Montreuil, prennent alors parti pour Arnoul, le fils de Guillaume Talvas et son oncle Yves de Bellême, évêque de Sées. Guillaume Talvas fut alors vaincu et contraint à l'exil.
En 1059, Robert Ier Giroie, allié du comte Geoffroy II d'Anjou, se révolte contre le duc Guillaume le Conquérant, avec l’espoir de retrouver ses châteaux. Il se retrouve assiégé dans son château de Saint-Céneri et meurt pendant le siège. Son fils Robert II Giroie lui succède et combat aux côtés du duc Guillaume puis de son fils Robert II de Normandie qui lui rend ses châteaux. Cependant Robert II Giroie reprend la lutte contre les Bellême et brûle le château d’Échauffour occupé par les Bellême. Après avoir traité avec le duc, en 1061 il est banni et part en Apulie, dans le sud de l'Italie. À son retour, il ne parvient pas à se faire restituer ses places. Il est semble-t-il empoisonné par Mabile (ou Mabille) de Bellême, fille de Guillaume II Talvas. Le fils de Robert II, prénommé aussi Guillaume, préfère retourner finir sa vie en Apulie. L’un de leurs parents, Hugues Bonnel, les vengera en assassinant Mabille en 1082.

## Généalogie
```
Abon le breton
  │
  └─> Arnaud le Gros de Courcerault
      |
      ├─> Giroie / Géré († av.1035)
      |   X fille d'Helgo
      |   X Gisla, fille de 
Thurstin de Bastembourg
, seigneur de Pont-Authou
      |     │
      |     ├─> Arnaud de Montreuil († 1035/1040)
      |     │   │
      |     │   └─> Guillaume († 1050/1056)
      |     │
      |     ├─> Guillaume, seigneur d'Echauffour et de Montreuil
      |     |   X(1) Hiltrude, fille de Fulbert, châtelain de L'Aigle
      |     |   X(2) Emma, fille de Vauquelin de Tannée
      |     │   |
      |     |   ├─> (1) Arnaud d'Echauffour († 1064)
      |     |   |       X Emma, fille de 
Turstin Haldup

      |     |   |       |
      |     |   |       ├─> Guillaume († 1115/1125)
      |     |   |       |
      |     |   |       ├─> Renaud († 1058/1059), moine de Saint-Évroult
      |     |   |       |
      |     |   |       ├─> Pétronille, sœur
      |     |   |       |
      |     |   |       └─> Geva, sœur de la 
Trinité de Caen

      |     |   |       
      |     |   └─> (2) Guillaume de Montreuil († ap. 1068)
      |     |           X fille de 
Richard I
er
, prince de Capoue et Frédésende de Hauteville
      |     |
      |     ├─> Eremburge
      |     |   X Vauquelin de Pont-Echanfrey
      |     |
      |     ├─> Hawise
      |     |   X 
Robert de Grandmesnil

      |     |   X Guillaume d'Évreux, fils de Robert le Danois, comte d'Évreux et archevêque de Rouen
      |     |
      |     ├─> Foulques († 1040)
      |     │   |
      |     |   ├─> Giroie
      |     |   | 
      |     |   └─> Foulques
      |     |
      |     ├─> Raoul († 1068), moine
      |     |
      |     ├─> Robert († 1060/1061)
      |     |   X Adelaïde
      |     |   | 
      |     |   └─> Robert († ap. 1119)
      |     |       X(1) Radegonde
      |     |       X(2) Félicie de Conneré, fille d'Avesgaud, seigneur de Conneré
      |     |       |
      |     |       ├─> (1) Guillaume († 1092)
      |     |       |
      |     |       ├─> (2) Guillaume
      |     |       |
      |     |       ├─> (2) Robert
      |     |       |
      |     |       ├─> (2) Mathieu
      |     |       |
      |     |       ├─> (2) Agathe
      |     |       |
      |     |       ├─> (2) Damata
      |     |       |
      |     |       └─> (2) Aveline
      |     |       
      |     ├─> Robert († 1060/1061)
      |     |       
      |     ├─> Hugues († 1040/1050)
      |     |       
      |     ├─> Giroie († 1050/1060)
      |     |       
      |     ├─> Emma
      |     |   X Roger du Merle
      |     |       
      |     └─> Adelais
      |         X Salomon de Sablé
      |
      ├─> Hildiard
      |
      └─> ?
          |
          └─> ?
              |
              └─> Guy Bollein
                  X Hodierna
                  |   
                  ├─> Norman
                  |   
                  ├─> Gauthier
                  |   
                  ├─> Geoffroy
                  |   
                  └─> Guillaume dit Grégoire, moine de Saint-Évroult
```

## Pour approfondir